# Исторический материализм
Исторический материализм — направление философии истории, разработанное К. Марксом и Ф. Энгельсом. Сущность этого направления заключается в материалистическом понимании диалектического развития истории человеческих обществ, которая является частным случаем всеобщего естественного исторического процесса. Это направление наследует философии истории Гегеля, поэтому его яркой особенностью является единство теории развития и методологии познания общества. В советской философии часто отождествлялся с марксистской социологией.

## Материалистическое понимание истории человечества
Основой материалистического понимания истории является признание ведущим развития производительных сил, то есть труда (опредмечивания потребностей) и производительности труда, в частности, материального производства, по отношению к процессам изменения общественного сознания. Как отмечает БСЭ, краткая и вместе с тем целостная характеристика существа исторического материализма впервые была дана Марксом в «К критике политической экономии», однако истоки концепции восходят к ещё более ранним его трудам.

Не сознание людей определяет их бытие, а, наоборот, их общественное бытие определяет их сознание— К. Маркс. «К критике политической экономии». Предисловие
В последние годы жизни Маркса и после его смерти Энгельс выступил с первым систематизированным изложением исторического материализма в своём «Анти-Дюринге» и последовавших за ним работах. Согласно материалистическому пониманию диалектического развития истории общество не является каким-то исключением из природы, а является её органической частью. Ход истории человеческого общества обусловлен не только субъективной волей случайных людей (вождей, лидеров, революционеров), а, в первую очередь, подчиняется объективным социальным законам, которые ничем не отличаются от объективных законов природы и не зависят от воли этих людей. Люди свободны использовать эти законы себе на пользу или, наоборот, не использовать их. Исторический материализм ставит себе задачу определить эти объективные законы развития общества и, на основании этих законов, спрогнозировать дальнейшее развитие общества и использовать это знание. В. И. Ленин резюмировал сущность материалистического понимания истории следующими словами:

Люди сами творят свою историю, но чем определяются мотивы людей и именно масс людей, чем вызываются столкновения противоречивых идей и стремлений, какова совокупность всех этих столкновений всей массы человеческих обществ, каковы объективные условия производства материальной жизни, создающие базу всей исторической деятельности людей, каков закон развития этих условий, — на всё это обратил внимание Маркс и указал путь к научному изучению истории, как единого, закономерного во всей своей громадной разносторонности и противоречивости, процесса.— Ленин В. И. Карл Маркс, раздел «Материалистическое понимание истории»

## Основные понятия

### Способ производства
Способ производства — сочетание производительных сил и производственных отношений, то есть трудящихся людей, их способностей к труду и средств производства, которыми те пользуются, и отношений к собственности и общественных отношений, возникающих в связи с производством.

### Социальный класс
В историческом материализме социальные классы были выделены согласно их месту в структуре производства (разделению труда).

Классами называются большие группы людей, различающиеся по их месту в исторически определённой системе общественного производства, по их отношению (большей частью закрепленному и оформленному в законах) к средствам производства, по их роли в общественной организации труда, а следовательно, по способам получения и размерам той доли общественного богатства, которой они располагают. Классы, это такие группы людей, из которых одна может себе присваивать труд другой, благодаря различию их места в определённом укладе общественного хозяйства.
— В. И. Ленин, «Великий почин»
Согласно материалистическому пониманию истории общественное развитие отражает собой материальные противоречия классов, имеющие причиной определённый уровень развития производительных сил и соответствующие им производственные отношения.

История всех до сих пор существовавших обществ была историей борьбы классов.

Свободный и раб, патриций и плебей, помещик и крепостной, мастер и подмастерье, короче, угнетающий и угнетаемый находились в вечном антагонизме друг к другу, вели непрерывную, то скрытую, то явную борьбу, всегда кончавшуюся революционным переустройством всего общественного здания или общей гибелью борющихся классов.— К. Маркс и Ф. Энгельс. Манифест Коммунистической партии. Соч., т. 4, стр. 424.

### Эволюция и революция
Согласно методу материалистической диалектики общество развивается эволюционно (количественно, постоянно) и революционно (качественно, скачкообразно). Постепенное, количественное, эволюционное развитие производительных сил, когда рост производительных сил происходит благодаря росту уровня знания и понимания человеком природы и её законов, на определённом этапе неизбежно вызывает необходимость скачкообразного, качественного, революционного изменения, обусловленного борьбой антагонистических классов за установление качественно новых производственных отношений, когда рост обеспечивается изменением производственных отношений для дальнейшего и гармоничного развития общества.
В результате постепенного развития производительных сил непримиримые интересы антагонистических классов начинают все больше и больше расходиться, а производственные отношения и надстройка, всегда так или иначе закрепляющая существующие производственные отношения идеологически, все больше и больше перестают соответствовать текущему уровню развития производительных сил.
Производственные отношения из форм развития производительных сил становятся их тормозом, их оковами. В результате борьбы противоположных классов (эксплуатирующих и эксплуатируемых) наступает эпоха социальной и политической революции. Происходит смена устаревших идеологических, политических, производственных отношений на качественно новые.
Таким образом меняется способ производства и производственные отношения, а с изменением этой экономической основы, происходит переворот и во всей надстройке (общепринятые правила нравственности, господствующие философские воззрения, политические взгляды и т. д.).

На известной ступени своего развития материальные производительные силы общества приходят в противоречие с существующими производственными отношениями, … с отношениями собственности, внутри которых они до сих пор развивались. Из форм развития производительных сил эти отношения превращаются в их оковы. Тогда наступает эпоха социальной революции. С изменением экономической основы более или менее быстро происходит переворот во всей громадной надстройке. При рассмотрении таких переворотов необходимо всегда отличать материальный, с естественно-научной точностью констатируемый переворот в экономических условиях производства от юридических, политических, религиозных, художественных или философских, короче — от идеологических форм, в которых люди осознают этот конфликт и борются за его разрешение.— К. Маркс. „К критике политической экономии“. Предисловие
В ходе социальной революции старые антагонистические классы, например, помещик и крепостной, исчезают, будучи уничтожены как класс, как старые отношения собственности, что закрепляется и юридически. Их место занимают новые непримиримые классы: буржуазия и пролетариат.

### Базис
Базис (др.-греч. βασις «основа») — способ производства материальных благ и соответствующая ему структура классов, которые составляют экономическую основу общества.
Базис — общественное бытие, основа всех процессов, происходящих в обществе. Но в то же время базис нельзя назвать «первопричиной» этих процессов, поскольку само понятие первопричины противоречит диалектической логике. Базис находится в диалектически противоречивом отношении к надстройке: без надстройки базис не представляет собой общественное бытие, как топор без человека не является топором, а лишь соединёнными вместе несколькими предметами.
Это диалектическое отношение между общественным бытием и общественным сознанием было в своеобразном виде сформулировано уже в философии Георга Гегеля: на языке его философии общественное сознание, как абсолютная идея в формах субъективного, объективного и абсолютного духа, является основой, на которой осуществляется общественное бытие, история человечества. С точки зрения Маркса, наоборот, общественное бытие является изменяющейся основой общественного сознания.
По своей роли в производстве почти во всех формациях выделяются два «основных» противоположных (антагонистических) класса — трудящиеся-производители (эксплуатируемый класс) и собственники средств производства (эксплуатирующий класс).

### Надстройка
Надстройка (нем. Überbau; англ. Superstructure) — совокупность институтов общества (политических, правовых, религиозных), его идеологии (нравственных, эстетических, философских, теологических воззрений), служащих господствующему, то есть эксплуататорскому классу (рабовладелец, помещик, капиталист) для контроля (диктатура класса рабовладельцев, диктатура класса землевладельцев, диктатура класса капиталистов) над эксплуатируемым классом (рабы, зависимые крестьяне, пролетариат). Термин встречается в Манифесте коммунистической партии (1848).
Надстройка помимо социальных институтов — общественное сознание. Общественное сознание диалектически зависимо от общественного бытия: оно ограничено уровнем развития общественного бытия, но не предзадано им. Общественное сознание может и опережать в своём развитии общественное бытие (сознание революционера), и отставать от него (сознание реакционера). Воплощение общественного сознания подталкивает развитие общественного бытия (революция) или тормозит его развитие (реакция). Таким образом, диалектическое взаимодействие базиса и надстройки принудительно приводит их к соответствию друг другу, в противном случае они перестают существовать.

Положение, что сознание людей зависит от их бытия, а не наоборот, кажется простым; однако при ближайшем рассмотрении немедленно обнаруживается, что это положение уже в своих первых выводах наносит смертельный удар всякому, даже самому скрытому идеализму. Этим положением отрицаются все унаследованные и привычные воззрения на всё историческое. Весь традиционный способ политического мышления рушится….— К. Маркс и Ф. Энгельс. К критике политической экономии. Соч. — Т. 13. — С. 491.

Материалистическое понимание истории исходит из того положения, что производство, а вслед за производством обмен его продуктов, составляет основу всякого общественного строя; что в каждом выступающем в истории обществе распределение продуктов, а вместе с ним и разделение общества на классы или сословия, определяется тем, что и как производится, и как эти продукты производства обмениваются. Таким образом, конечных причин всех общественных изменений и политических переворотов надо искать не в головах людей, не в возрастающем понимании ими вечной истины и справедливости, а в изменениях способа производства и обмена; их надо искать не в философии, а в экономике соответствующей эпохи. Пробуждающееся понимание того, что существующие общественные установления неразумны и несправедливы, что «разумное стало бессмысленным, благо стало мучением», — является лишь симптомом того, что в методах производства и в формах обмена незаметно произошли такие изменения, которым уже не соответствует общественный строй, скроенный по старым экономическим условиям. Отсюда вытекает также и то, что средства для устранения обнаруженных зол должны быть тоже налицо — в более или менее развитом виде — в самих изменившихся производственных отношениях. Надо не изобретать эти средства из головы, а открывать их при помощи головы в наличных материальных фактах производства.— Ф. Энгельс. Анти-Дюринг — гл. 2 «Очерк теории».

 Классами называются большие группы людей, различающиеся по их месту в исторически определённой системе общественного производства, по их отношению (большей частью закрепленному и оформленному в законах) к средствам производства, по их роли в общественной организации труда, а следовательно, по способам получения и размерам той доли общественного богатства, которой они располагают. Классы, это такие группы людей, из которых одна может себе присваивать труд другой, благодаря различию их места в определённом укладе общественного хозяйства.— В. И. Ленин. Великий почин // Полн. собр. соч. — Т. 39. — С. 15.
Отношения антагонистических, непримиримых классов общества определяются существованием прибавочной стоимости — разницы между стоимостью товаров и стоимостью использованных для их создания ресурсов, включая стоимость рабочей силы, то есть полученное работником в той или иной форме вознаграждение. Работник (раб, зависимый крестьянин, пролетарий), своим трудом превращая сырьё в продукт, создаёт новую стоимость (которой ранее не было в использованном сырьё или оборудовании), причём её величина больше, чем вознаграждение работника. Эту разницу присваивает собственник средств производства (рабовладелец, помещик, капиталист). Таким образом он потребляет рабочую силу трудящегося — эксплуатирует. Именно это присвоение, по Марксу, и является источником дохода собственника (в случае капитализма, — капитала).

Искать основного отличительного признака различных классов общества в источнике дохода — значит выдвигать на первое место отношения распределения, которые на самом деле суть результат отношений производства. Ошибку эту давно указал Маркс, назвавший ненавидящих её людей вульгарными социалистами. Основной признак различия между классами — их место в общественном производстве, а следовательно, их отношение к средствам производства. Присвоение той или другой части общественных средств производства и обращение их на частное хозяйство, на хозяйство для продажи продукта — вот основное отличие одного класса современного общества (буржуазии) от пролетариата, который лишён средств производства и продает свою рабочую силу.— В. И. Ленин. Вульгарный социализм и народничество, воскрешаемые социалистами-революционерами // Полн. собр. соч. — Т. 7. — С. 44−45.

Люди всегда были и всегда будут глупенькими жертвами обмана и самообмана в политике, пока они не научатся за любыми нравственными, религиозными, политическими, социальными фразами, заявлениями, обещаниями разыскивать интересы тех или иных классов.— В. И. Ленин. Полн. собр. соч. — 5 изд.. — Т. 1. — С. 47.

### Общественно-экономическая формация
Исторический процесс развёртывается как последовательная и закономерная смена общественно-экономических формаций, обусловленная ростом уровня производительных сил. Общественно-экономическая формация это стадия общественной эволюции, характеризующаяся определённой ступенью развития производительных сил общества и соответствующим этой ступени историческим типом экономических производственных отношений, которые зависят от неё и определяются ею. Не существует формационных ступеней развития производительных сил, которым не соответствовали бы обусловленные ими типы производственных отношений.
Маркс не постулировал вопрос общественно-экономических формаций как окончательно решённый, выделяя в разных трудах разные формации в связи с разными критериями. В предисловии к одному из своих основных ранних трудов на данную тему: «К критике политической экономии», — Маркс упоминал «античный» (а также «азиатский») способ производства, в то время как в других работах он (равно как и Энгельс) писал о существовании в античности «рабовладельческого способа производства». Историк античности М. Финли указывал на этот факт как на одно из свидетельств слабой проработки Марксом и Энгельсом вопросов функционирования античного и других древних обществ. В своих поздних работах Маркс рассматривал три новых «способа производства»: «азиатский», «античный» и «германский». Некоторые исследователи связывают это с конкретно-исторической спецификой соответствующих эпох. Например, особенности, отличающие феодализм от рабовладения Маркс якобы связывал с германским завоеванием Римской империи и считал произошедшие изменения достаточно существенными для того, чтобы проводить различение между рабовладением и феодализмом, в то же время относя оба способа производства к одному историческому периоду развития человечества.
Позднее в СССР был официально признан вариант, в соответствии с которыми «истории известны пять общественно-экономических формаций: первобытно-общинная, рабовладельческая, феодальная, капиталистическая и коммунистическая». На протяжении XX—XXI века многие концептуальные положения исторического материализма, и, в частности, формационный подход уточнялись и расширялись многими учёными, оказывались в фокусе внимания как критиков, так и самостоятельных разработчиков концепций философии истории.

#### Периодизация истории согласно критерию отчуждения труда
У Маркса можно найти схему из первобытности и трёх цивилизаций — докапиталистической, капиталистической и коммунистической. Позднее это было проигнорировано в СССР, где официальное признание получил взгляд, по которому в «истории известны пять общественно-экономических формаций: первобытно-общинная, рабовладельческая, феодальная, капиталистическая и коммунистическая». При этом в послевоенном Советском Союзе официально говорили о социалистическом строе как первом этапе коммунистической формации, достигнутом в СССР в конце 1930-х гг., а в других соцстранах так и не построенном.
Согласно Новой философской энциклопедии РАН и мнению других исследователей, для Маркса «сущностные силы» человека выступают по отношению к человеку как отдельному индивиду как силы отчуждённые, как господствующие над его жизнью. Отчуждение человека (Entäusserung, Entfremdung) предстаёт как его самоотчуждение (Selbstentfremdung). Противоположный по своей направленности процесс самоосвобождения («эмансипации») человека понимается как освоение (Aneignung): человек должен освоить, сделать своим внутренним достоянием отчуждённые от него силы.
По мнению философа Баллаева, эта перспектива определила и философию истории Маркса, построенную на взаимоотношении понятий «отчуждение» и «освоение». Переход к «освоению» человеком своих «сущностных сил» базируется на преодолении «отчуждённого труда». Помимо первого периода, где человек не является отчуждённым от труда, история человечества истолковывается Марксом как последовательность ещё трёх основных эпох. В четырёхчленной схеме Маркс использует «чистые рефлективные определения» сущности из первого раздела второй книги «Науке логики» — категории тождества, различия, противоречия, основания, которые Гегель использовал для описания всех возможных исторических превращений духа в качестве субстанции истории. При этом доминирующий в ту или иную историческую эпоху момент делается полномочным представителем субстанции как целого. В отличие от Гегеля, Маркс рассматривает в качестве субстанции человеческой истории труд, который понимается как опредмечивание потребности. В физическом теле предмета труд запечатлевает идеальный образ человеческой потребности, делая продукт труда эквивалентом человеческой потребности.
- Архаическая формация

Архаической эпохе соответствует период абстрактного тождества труда с самим собой. Труд ещё не является определённой способностью к отдельному виду труда — к земледелию, строительству и т.д… В этот период труд выступает в форме естественно присущей человеку целостной и универсальной рабочей силы, неотделимой от личности. В данную категорию попадает вся история человечества от его возникновения до периода рабовладения, например, период первобытного общества и цивилизаций «азиатского способа производства».
- Вторая формация

Это эпоха господства отношений «личной зависимости» на ранних фазах истории, когда народы и цивилизации оторваны друг от друга, а индивид прочно «вписан» в пределы социальных организаций типа общины, касты, сословия и т. п.
Вторая абстрактная всеобщая форма труда — живая деятельность. «Труд не как предмет, а как деятельность; не как то, что само есть стоимость, а как живой источник стоимости». Эта форма бытия труда представляет труд в его конкретной особенности и единичности. Логическим определением живой деятельности становится рефлективная категория различия.
Практически под данную категорию у Маркса подводится вся история человечества до периода смены т. н. «традиционных обществ» (рабовладения и феодализма) современным «индустриальным обществом».
- Капиталистическая формация

Капитализм — это ступень, которая характеризуется господством отношений «личной независимости», чему соответствует «…система универсального общественного обмена веществ, универсальных отношений, всеобщих потребностей и универсальных потенций». Речь идёт об индустриальном обществе с единым мировым финансовым рынком, господством наёмного труда и правовым обеспечением личной свободы индивида. Господство социального отчуждения на этой стадии принимает уже не личную, а вещную форму и наиболее наглядно выражено в деньгах. Личная независимость в сочетании с вещной зависимостью, «овеществлением» (Verdinglichung) определяет эту стадию общественного развития.
В этот период превращение формы труда приводит к тому, что труд «переходит из формы деятельности в форму предмета, покоя, фиксируется в предмете, материализуется; совершая изменения в предмете, труд изменяет свой собственный вид и превращается из деятельности в бытие».
Третью абстрактную форму бытия субстанции образует опредмеченный труд. Эта форма бытия труда приводит к тому, что органическая потребность отдаёт свою форму предмету, но при этом сохраняет себя в материи человеческого тела. Её наличное бытие оказывается де факто разорванным надвое. Логически это положение вещей описывает категория противоречия. Определение труда также оказывается противоречивым: труд является и абстрактным, как стоимость вещи, и конкретным, как конкретный вид труда, потребительная стоимость.
- Коммунистическая формация

Коммунизм — это стадия «освоения», означающая ликвидацию господства отчуждённых и овеществлённых сил, подчинение их личностному развитию индивидов. Задачей коммунизма является формирование «богатой индивидуальности, которая одинаково всестороння и в своём производстве, и в своём потреблении».
На этой стадии должна господствовать «…свободная индивидуальность, основанная на универсальном развитии индивидов и превращении их коллективной, общественной производительности в общественное достояние». Становление этой новой исторической формы, которую Маркс называет «концом предыстории» человечества, он связывает с закатом эры наёмного труда, неуклонным возрастанием «свободного времени» как пространства свободного развития личности и переходом всей сферы «производящей практики» в ведение науки и т. д.
В этот период истории противоречие труда разрешается и он логически возвращается в своё основание. Воздействуя на внешнюю природу и изменяя её, человек «в то же время изменяет свою собственную природу. Он развивает дремлющие в ней силы и подчиняет игру этих сил своей собственной власти»
Труд возвращается к человеку в качестве конкретного разумного умения — приобретённого навыка движения рук и сознания этого движения в душе. В дополнение к этому физическое потребление продукта воссоздаёт рабочую силу человека, снимая противоречие субъективного и объективного бытия потребности. Однако это уже не та дарованная от природы потенция, а сформированная трудом, человеческая «сущностная сила». Практически в данную категорию попадает социализм, как первая фаза коммунизма, и коммунизм.

Все определения робинзоновского труда повторяются здесь, но в общественном, а не в индивидуальном масштабе.
— Маркс К., Энгельс Ф. Сочинения, т. 23, с. 88

#### Список общественно-экономических формаций согласно БСЭ
Согласно БСЭ в результате роста уровня производительных сил и борьбы антагонистических классов развитие общества проходит через следующие общественно-экономические формации:
- Первобытно-общинный строй

Первобытный коммунизм: нем. Urkommunismus). Уровень экономического развития крайне низкий, используемые орудия примитивны, поэтому нет даже самой возможности производства прибавочного продукта. Классовое разделение невозможно. Средства производства находятся в общественной собственности. Труд имеет всеобщий характер, собственность — только коллективная.
- Азиатский способ производства. На поздних этапах существования первобытного общества уровень производства позволил создавать прибавочный продукт. Общины объединились в крупные образования с централизованным управлением. Из них постепенно выделился класс людей, занятый исключительно управлением. Этот класс обособился, аккумулировал в своих руках привилегии и материальные блага, что привело к появлению частной собственности и имущественного неравенства. Стал возможным и производительно более выгодным переход к рабовладению. Управленческий аппарат приобретает все более сложный характер, постепенно трансформируясь в государство.
Существование азиатского способа производства как отдельной формации не является общепризнанным и являлось темой дискуссий на всем протяжении существования исторического материализма. В работах Маркса и Энгельса он также упоминается не везде.
- Рабовладение (нем. Sklavenhaltergesellschaft). Марксистская традиция именует формации согласно наиболее прогрессивному классу. Поэтому рабовладельческий способ производства называется не рабским, а рабовладельческим. При рабовладении уже существует частная собственность на средства производства. Непосредственным трудом занят отдельный класс рабов — людей, лишённых свободы, находящихся в собственности у рабовладельцев и рассматриваемых как «говорящие орудия». Рабы трудятся, но не имеют собственности на средства производства. Рабовладельцы организуют производство и присваивают результаты труда рабов. Основным механизмом, побуждающим к труду, является насильственное (внеэкономическое) принуждение, страх физической расправы рабовладельца над рабом.
- Феодализм (нем. Feudalismus). В обществе выделяются класс феодалов — собственников земли — и класс зависимых от них крестьян, находящихся в личной зависимости. Производство, главным образом, сельскохозяйственное, ведётся трудом зависимых крестьян, эксплуатируемых феодалами. Феодальное общество характеризуется сословной социальной структурой. Складываются комбинированные механизмы побуждения к труду. Крепостное право, барщина хотя и содержали элемент рабского труда с внеэкономическим принуждением, но давали зависимым крестьянам гораздо больше личной свободы. Переход к оброку и аренде земли сформировал экономическое принуждение, предоставив крестьянам значительную личную свободу.
- Капитализм. Имеется всеобщее право частной собственности на средства производства. Выделяются классы капиталистов (буржуазия), — владельцев средств производства, — и той части рабочего класса, которая не владеет средствами производства и работает на капиталистов по найму (пролетариат). Капиталисты организуют производство и присваивают прибавочный продукт, производимый рабочими. Основным механизмом, побуждающим к труду, является экономическое принуждение — рабочий не имеет возможности обеспечить свою жизнь иным способом, чем получением заработной платы за выполняемую работу. Наряду с ним могут существовать и другие, например, внеэкономическое принуждение.
- Коммунизм. Коммунистическая формация в своём развитии проходит фазу социализма и фазу полного коммунизма[28]. Социализм следует за окончанием политической борьбы пролетариата с буржуазией во всем мире. В силу факта существования классов сохраняется государство. Происходит обобществление средств производства способом перехода из частной собственности в собственность государства. Поскольку производительные силы ещё недостаточно развиты, чтобы удовлетворять всем потребностям, сохраняются товарно-денежные отношения. Сохраняется экономическое принуждение к труду, характерное для капиталистического общества. При социализме реализуется принцип: «От каждого по его способности, каждому — по его труду». Целью социализма является развитие производительных сил до уровня, когда станет ненужным разделение труда, то есть исчезнут классы. Соответственно этому изменению потеряет всякий смысл существование государства, товарно-денежные отношения, экономическое принуждение и прочие черты товарного общества. Маркс и Энгельс не отводили социализму место отдельной общественно-экономической формации. Сами термины «социализм» и «коммунизм» являлись синонимами и обозначали общество, следующее после капитализма.

Мы имеем дело не с таким коммунистическим обществом, которое развилось на своей собственной основе, а с таким, которое только что выходит как раз из капиталистического общества и которое поэтому во всех отношениях, в экономическом, нравственном и умственном, сохраняет ещё родимые пятна старого общества, из недр которого оно вышло".
— Карл Маркс, Критика Готской программы

Вот это коммунистическое общество, которое только что вышло на свет божий из недр капитализма, которое носит во всех отношениях отпечаток старого общества Маркс и называет «первой» или низшей фазой коммунистического общества".
— Владимир Ленин, Государство и революция
Неправильно разделять социализм и коммунизм как разные общественно-экономические формации. Социализм — это низшая, начальная фаза коммунизма. Ряд исследователей называют первым социалистическим обществом СССР. В то же время ряд других исследователей отказывали общественно-экономическому строю, установившемуся в СССР и других так называемых социалистических странах, в праве называться социализмом.
В рамках коммунистической формации происходит перерастание социализма в полный коммунизм, «начало подлинной истории человечества», никогда ещё не существовавшее устройство общества. Причиной коммунизма является развитие производительных сил до той степени, что оно требует, чтобы все средства производства находятся в общественной собственности (не государственной). Происходит социальная, а затем и политическая революция. Частная собственность на средства производства полностью устранена, классовое разделение отсутствует. Из-за отсутствия классов нет классовой борьбы, нет и идеологии. Высокий уровень развития производительных сил освобождает человека от тяжёлого физического труда, человек занят только умственным трудом. На сегодняшний считается, что эту задачу выполнит полная автоматизация производства, машины возьмут на себя весь тяжёлый физический труд. Товарно-денежные отношения отмирают из-за их ненадобности для распределения материальных благ, поскольку производство материальных благ превышает потребности людей, а значит и обменивать их не имеет смысла. Общество предоставляет любые технологически доступные блага каждому человеку. Реализуется принцип «Каждый по способностям, каждому по потребностям!» Человек не имеет ложных потребностей вследствие устранения идеологии и основным занятием имеет реализацию своего культурного потенциала в обществе. Достижения человека и его вклад в жизнь других людей — высшая ценность общества. Человек, мотивированный не экономически, а уважением или неуважением окружающих людей трудится сознательно и намного более продуктивно, стремится принести обществу наибольшую пользу, чтобы получить признание и уважение за проделанную работу и занять как можно более приятное положение в нём. Таким способом общественное сознание при коммунизме поощряет самостоятельность как условие коллективизма, а тем самым добровольное признание приоритета общих интересов перед личными. Власть осуществляется всем обществом в целом, на основе самоуправления, государство отмирает.

## Научное и политическое значение материалистического понимания истории
Исторический материализм оказал огромное влияние на развитие исторической и социальных наук во всем мире. Хотя многое из исторического наследия марксизма подверглось критике или было поставлено под сомнение историческими фактами, но некоторые положения сохранили своё значение. Например, является общепризнанным, что в истории зафиксировано несколько устойчивых «общественно-экономических формаций» или «способов производства», в частности: капитализм, социализм и феодализм, — которые отличались друг от друга прежде всего по характеру экономических отношений между людьми. Не вызывает сомнения и вывод Маркса о важности экономики в историческом процессе. Именно постулаты марксизма о примате экономики над политикой послужили бурному развитию в XX веке экономической истории как самостоятельного направления исторической науки.
В СССР начиная с 1930-х гг. и вплоть до конца 1980-х гг. исторический материализм был частью официальной марксистско-ленинской идеологии. Как пишут историки Р. А. Медведев и Ж. А. Медведев, в начале 1930-х годов в советской исторической науке «начал проводиться жёстко направляемый сверху процесс самой грубой фальсификации… История становилась частью идеологии, а идеология, которая официально именовалась теперь „марксизмом-ленинизмом“, начинала превращаться в светскую форму религиозного сознания…». По мнению социолога С. Г. Кара-Мурзы, марксизм в СССР стал «закрытой диалектикой, катехизисом».
Часть положений исторического материализма — о рабовладельческом способе производства, о первобытно-общинном строе как универсальном для всех «примитивных» народов до образования у них государства, о неизбежности перехода от менее прогрессивных к более прогрессивным способам производства — ставится под сомнение историками. В то же время находят подтверждение взгляды о существовании устойчивых «общественно-экономических формаций», или типовых социально-экономических систем, характеризующихся определённым характером экономических и социальных отношений между людьми, а также о том, что экономика играет важную роль в историческом процессе.

## Критика исторического материализма
Макс Шелер, полемизируя с Марксом, полагал, что экономический детерминизм в общих чертах верен в отношении ограниченного периода поздней истории Запада, но не в отношении всей истории человечества. Кроме того, Шелер отвергал экономический натурализм («материализм») как представление о том, что экономические отношения однозначно определяют содержание духовной жизни.
Карл Поппер полагал, что предсказать ход истории невозможно. Суть его аргументации состоит в следующем:

(1) Значительное воздействие на человеческую историю оказывает развитие человеческого знания. (Истинность этой посылки признают и те, кто видит в наших идеях, в том числе в научных идеях, побочные продукты материального развития.)
(2) Рациональные или научные способы не позволяют нам предсказать развитие научного знания. (…)

(3) Таким образом, ход человеческой истории предсказать невозможно— 